# Parmotrema pigmentosum
Parmotrema pigmentosum är en lavart som beskrevs av Hale. Parmotrema pigmentosum ingår i släktet Parmotrema och familjen Parmeliaceae.   Inga underarter finns listade i Catalogue of Life.